# Нана (митологија)
Нана је име личности из грчке и скандинавске митологије.

## Грчка митологија
Нана (грч. Νανα) је била нимфа Најада са реке Сангарије у Фригији у централној Анатолији. Према Паусанији, била је кћерка Сангарије, бога поменуте реке. Када је Дионис опио и кастрирао двополно биће Агдистис, из капи крви које су тада пале на земљу, изникао је нар. Сангаријева кћерка је убрала плод те биљке и ставила га у недра. Плод је нестао, а она је затруднела. Касније, родила је дечака, Атиса, кога је по заповести свог оца, напустила. Нана је вероватно првобитно била фригијско божанство.

## Скандинавска митологија
Нана је у скандинавској митологији била божанство, супруга Балдера, са којим је имала сина Форсетија. Према једној познијој легенди, Балдер је био полубог који се због ње сукобио са Ходом и у тој борби изгубио живот.